# Balacra monotonia
Balacra monotonia är en fjärilsart som beskrevs av Embrik Strand 1912. Balacra monotonia ingår i släktet Balacra och familjen björnspinnare. Inga underarter finns listade i Catalogue of Life.